# 中村聡 (生物学者)
中村 聡（なかむら さとし） は、日本の生物学者。東京工業大学（のちの東京科学大学）副学長、沼津工業高等専門学校校長、日本化学会副会長などを歴任した。

## 人物・経歴
武蔵中学校・高等学校を経て、1978年東京工業大学（のちの東京科学大学）工学部化学工学科卒業。1980年同大学大学院理工学研究科化学工学専攻修士課程修了。指導教員は大倉一郎、慶伊富長。同年帝人研究員。1981年東京大学農学部受託研究員。1989年工学博士（東京工業大学）。
1990年東京工業大学助手。1993年同大学助教授。2002年同大学教授。2018年同大学副学長（国際広報）。2019年日本化学会副会長。2020年同大学名誉教授、沼津工業高等専門学校校長。2023年日本化学会化学教育賞受賞。2023年度日本化学会フェロー。野田産業科学研究所理事なども務めた。専門は生物化学、極限環境微生物。